# Plumboferrita
La plumboferrita o ferroplumbita és un mineral de la classe dels òxids, que pertany al subgrup de la magnetoplumbita. El seu nom fa al·lusió al seu contingut en plom (plumbum en llatí) i ferro (ferrum en llatí).

## Classificació
Segons la classificació de Nickel-Strunz, la plumboferrita pertany a «04.CC: Òxids amb relació Metall:Oxigen = 2:3, 3:5, i similars, amb cations de mida mitjana i gran» juntament amb els següents minerals: cromobismita, freudenbergita, grossita, clormayenita, yafsoanita, lueshita, natroniobita, perovskita, barioperovskita, lakargiïta, megawita, loparita-(Ce), macedonita, tausonita, isolueshita, crichtonita, davidita-(Ce), davidita-(La), davidita-(Y), landauita, lindsleyita, loveringita, mathiasita, senaita, dessauita-(Y), cleusonita, gramaccioliïta-(Y), diaoyudaoita, hawthorneita, hibonita, lindqvistita, latrappita, magnetoplumbita, yimengita, haggertyita, nežilovita, batiferrita, barioferrita, jeppeita, zenzenita i mengxianminita.

## Característiques
La plumboferrita és un òxid de fórmula química Pb₂Fe3+11-xMnx2+O19-2x, x = 1/3. Cristal·litza en el sistema trigonal i la seva duresa a l'escala de Mohs és 5.

## Formació i jaciments
La plumboferrita s'ha descrit al Canadà, a la República Txeca, a Alemnaya, a Namíbia, Suècia i els EUA. S'ha descrit en dipòsits de ferro i manganès amb presència de plom juntament amb la jacobsita. S'ha trobat associada amb la jacobsita, la calcita, el coure natiu i la manganofil·lita.